# 黃蓋
黃蓋（2世紀—215年前），字公覆，荊州零陵泉陵（今湖南零陵北）人。東漢末年孫堅麾下將軍，是東吳孫氏三代元勳之一；是江東十二虎臣之一。赤壁之戰中率先提出火攻計策，親自詐降而大敗曹操。

## 生平

### 侍奉孫家
本為南陽太守黃子廉後人，但家族分離，黃蓋祖父遷居到零陵郡居住下來。後來鄉親都紛紛死去，黃蓋生活艱難，但仍有壯志，雖然貧窮，仍常負薪警戒自己，又自習讀書、學習兵法。之後擔任郡吏，再被考察為孝廉，升任公府。
中平四年（187年），區星、周朝、郭石亦率徒眾起於長沙、零陵、桂陽三郡混亂，相呼應起兵，孫堅赴任長沙太守起義兵平叛時，黃蓋就開始跟隨孫堅。遂越境過去零陵與桂陽征討周朝、郭石，郡中震服，三郡整肅。孫堅在南部打敗山賊。
初平元年（190年），在北部擊退董卓，拜黃蓋為別部司馬。
初平二年（191年），孫堅戰死於襄陽峴山，黃蓋繼續追隨其子孫策及孫權，為孫家征戰四處，穿著戰甲與敵交戰，踏著兵刃攻城。

### 鎮服山越
那些山越地區不順從，有遭受侵害的郡縣，就會調用黃蓋前去鎮服。在石城縣當任縣長時，特別難以檢查管理，黃蓋於是安排兩名掾史官員，分別督察監管諸官員。黃蓋訓誡說：「我這人沒甚麼才能，只是憑藉武功壓服來作官，而不會憑藉文職官吏而著稱。如今賊寇未被平定，我常有軍旅任務在身，現在把一併公文處理事務交託給你們兩位，糾正揭發他們的錯誤。若有矇騙奸欺行為，我不會對你們加以鞭抽杖擊的處罰，你們應該各自心思竭盡全力，不要成為犯錯之人。」起初大家都懼怕黃蓋的威嚴，早晚謹守其職，時間長了，二位掾史官員認為黃蓋不審查文書，漸漸地包庇縱容一些人的事情。黃蓋也嫌棄他們二人漸漸鬆懈懶散，時而會有所巡察，各在兩掾中檢察到不遵從法令的一些事情。於是把諸掾官員全都請來，賜給酒食，趁機說出事情責問他們。兩掾官員無話可說，都叩頭請罪。黃蓋說：「先前已經警告你們，最後不會施以鞭杖之刑罰，不是欺騙你們的。」於是殺掉了這些不守法的官員。石城縣內全都震驚戰慄。後來轉任春谷縣長，尋陽縣令。共治政鎮守九個郡縣，所在郡縣皆都平安穩定。又遷任丹楊都尉，壓制強勢扶助弱勢，山越之地歸順依附於他。 

### 焚艦備嘗

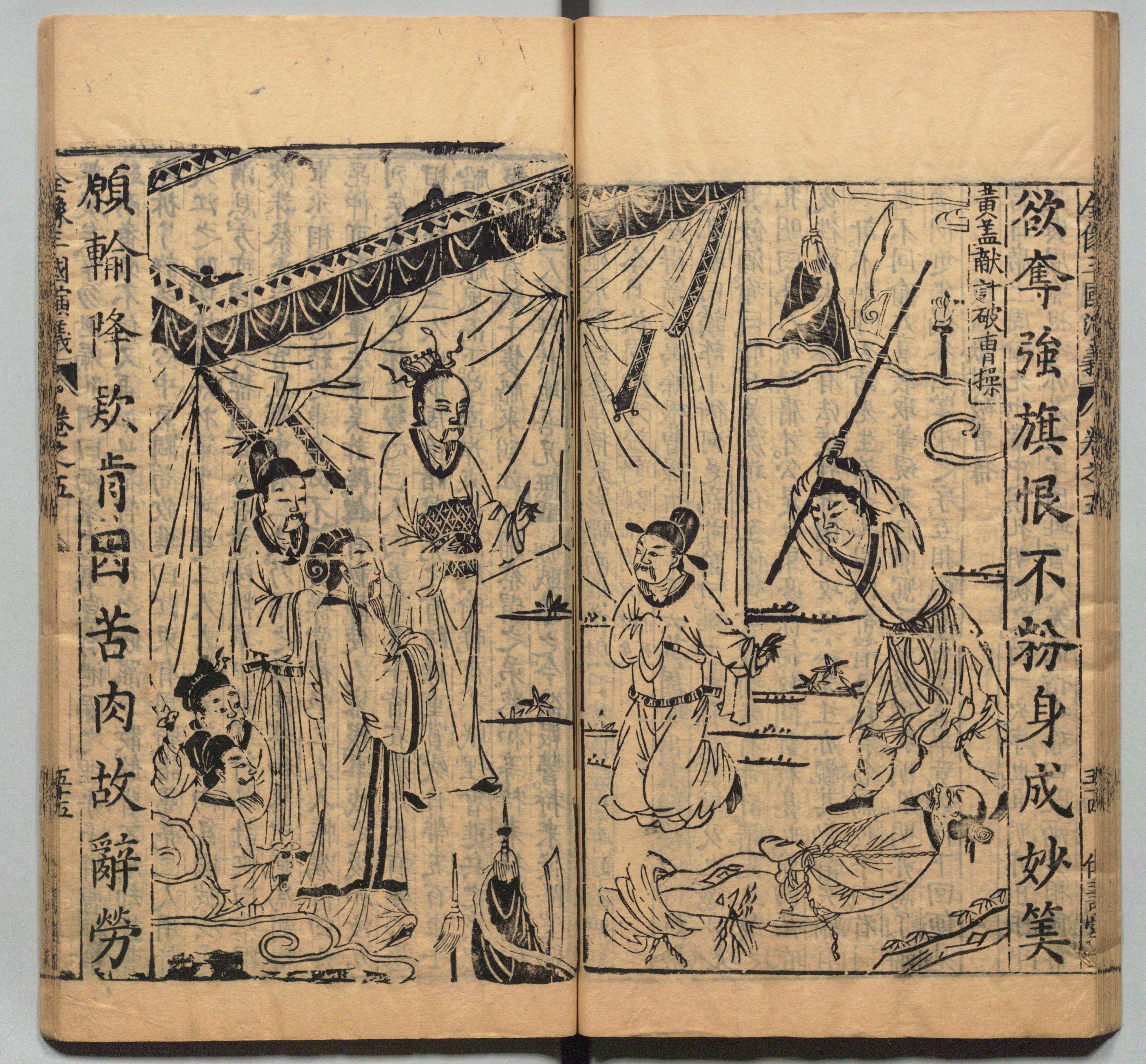
周曰校插图版《三国志通俗演义》中的黄盖诈降曹操

建安十三年（208年），北方曹操南下，黃蓋跟隨周瑜與曹軍於赤壁作戰，兩軍對峙，黃蓋率先提出火攻戰術，并亲自前往曹營诈降，周瑜認為可行。交戰之日，黃蓋準備了數十艘蒙衝、鬥艦，滿載薪草膏油，外用赤幔偽裝，船上插著牙旗，在船後繫上走舸。黃蓋先向曹操投書通報投降，使曹軍看見黃蓋率船隻前來而毫無戒備。黃蓋遂令燃點茅草，同時放火發起火攻，火乘風勢波及曹軍岸上的水寨與軍營。黃蓋在戰爭途中不幸被流矢所中墮入水中，被救起時，吳軍兵士居然認不出是黃蓋，則將他安置在廁床中。黃蓋不屈地大聲呼喊韓當，韓當發現他時：「這是黃蓋的聲音呀！」流著淚地替他解開戰服，並派軍醫前來看顧黃蓋，才得以保留性命。雖然如此，但東吳得以大敗曹操，被受任武鋒中郎將。

### 晚年事蹟
後來，武陵發生蠻族叛亂，進攻城邑，黃蓋被調駐為太守，當時郡中只有五百人，黃蓋運用戰術，大開城門引蠻兵入城，入了一半時，立即發動攻擊，斬殺數百人，並收復所失的城邑，斬殺其領袖，放了投降者。以一季的時間，平定所有的亂事，當地的各部落的頭目對他以禮相待。不久，長沙郡的益陽縣也受到山賊的侵犯，黃蓋再次平定，孫權便升他為偏將軍，最後病死於任內（公元215年或更早）。

## 特徵
黃蓋姿貌威嚴，善於養眾，每次出戰，士卒們都爭先立功。而且為官決斷，事無留滯。今湖南省洞庭湖一帶有黃蓋湖。

## 家庭

### 父
- 黄安，字孚仁，黄香第五子黄瓒之长子。[4]

### 子
- 黃柄，孫權稱帝時，追論黃蓋之功，被賜關內侯。

## 評價
- 陈寿《三國志》評曰：「凡此諸將，皆江表之虎臣，孫氏之所厚待也。」（《三国志·吴书·程黄韩蒋周陈董甘凌徐潘丁传第十》）
- 韦曜：“盖少孤，婴丁凶难，辛苦备尝，然有壮志，虽处贫贱，不自同于凡庸，常以负薪馀间，学书疏，讲兵事。”（《三国志·吴书·程黄韩蒋周陈董甘凌徐潘丁传第十》）
- 《陳書·蔡景歷傳》載蔡景歷書：「武夫则猛气纷纭，雄心四据，陆拔山岳，水断虬龙，六钧之弓，左右驰射，万人之剑，短兵交接，攻壘若文鴦，焚艦如黃蓋，百戰百勝，貔貅為群。」
- 庾信：「乍風驚而射火，或箭重而回舟。未辨聲於黃蓋，已先沈於杜侯。落帆黃鶴之浦，藏船鸚鵡之洲。」（《哀江南赋》）
- 章如愚：“如程普、黄盖、甘宁、徐盛、潘璋、朱然、朱桓、贺齐、凌统、全琮、吕范，皆智足以御众，勇足以却敌，未有不为守令之职者。”（《山堂考索》）
- 郝经：“程普诸将皆江表虎臣，鏖兵卫主，攻坚轧敌，兴王定覇，孙氏兄弟卒立国建号，诸将之力也。若黄盖之水战而用火攻，能用竒者也；蒋钦之不挟私怨而举徐盛；凌统之亲贤下士轻财重义；陈表倾家养士妻子露立，并有良将之规。甘宁之奢侈、潘璋之不法，权皆容之，许宁报苏飞之恩，不使统复父，操之雠驭将之术也。丁奉恃功而骄，不容于虐主，宜哉！”“吴将剽轻，殆多谲计。莫肯下人，卒自称帝。摩创抚孤，动辄流涕。驾驭有术，驱策有方。果保江东，不负桓王。”（《续后汉书》）

## 藝術形象

### 文學
通俗小說《三國演義》中，黃蓋以鐵鞭為兵器。曹操軍來犯之際，黃蓋向周瑜提議火攻破敵，周瑜要他行苦肉計，黃蓋一口答應。黃蓋故意提出投降曹操，周瑜假意下令斬首，後改為杖打五十，打得皮開肉綻。闞澤帮助黃蓋向曹操獻降書，曹操起初識破詐降，但有兩細作回報黃蓋遭刑的事，曹操才相信。這故事也衍生出揭後語「周瑜打黃蓋──一個願打，一個願挨」。
但苦肉计并无正史记载，赤壁之战时候黄盖只是“建策火攻”而已。

### 漫畫遊戲
- 真三國無雙系列 / 無雙OROCHI系列（光榮公司開發，稲田徹配音）
- 《蒼天航路》（王欣太）
- 《火鳳燎原》（陳某)：設定於董卓火燒洛陽時登場，奉命潛入洛陽營救被董卓囚禁家屬，曾與華雄交手

### 影視形象
- 1994年电视剧《三国演义》：分别由吴桂苓、许福印飾演黃蓋
- 1996年台灣華視電視劇《關公》：由田丰飾演黃蓋
- 1996年電影《诸葛孔明》：由刘金泉飾演黃蓋
- 1999年電影《一代枭雄曹操》：由刘金泉飾演黃蓋
- 2008年电影《赤壁》及《赤壁2：決戰天下》：张山饰演黃蓋
- 2010年电视剧《三国》：刘魁饰演黃蓋
- 2012年香港無線電視台電視劇《回到三國》：杨英伟饰演黃蓋
- 2020年電影《新解釋·三國志》：由矢本悠馬飾演黃蓋

## 延伸阅读
[在维基数据编辑]
 《三國志·卷55》，出自陳壽《三國志》
 在维基共享资源阅览影像